# Eleições legislativas regionais na Madeira em 1996
As eleições legislativas regionais na Madeira em 1996, também designadas eleições para a Assembleia Legislativa da Região Autónoma da Madeira, realizaram-se a 13 de outubro e delas resultou a vitória da maioria do Partido Social Democrata (PPD/PSD), liderado por Alberto João Jardim.
A campanha eleitoral para as legislativas regionais na Madeira decorreu de 2 a 11 de outubro.
A abstenção foi de 34,74%, ou seja, dos 208 486 eleitores recenseados votaram 136 050.

## Partidos
Os partidos e coligações que concorreram às eleições para a Assembleia Legislativa da Região Autónoma da Madeira em 1996 foram os seguintes:
| Sigla | Sigla   | Partido/Coligação                    |
| ----- | ------- | ------------------------------------ |
|       | CDS–PP  | Partido Popular                      |
|       | PCP–PEV | CDU – Coligação Democrática Unitária |
|       | PDA     | Partido Democrático do Atlântico     |
|       | PPD/PSD | Partido Social Democrata             |
|       | PS      | Partido Socialista                   |
|       | PSN     | Partido de Solidariedade Nacional    |
|       | UDP     | União Democrática Popular            |

## Resultados
Resultados regionais apurados pela Comissão Nacional de Eleições.

Resultados eleitorais por concelho

| Partido                                  | Partido         | Candidato                             | Votos   | Votos (%) | Votos (±) | Assentos | Assentos (%) | Assentos (±) |
| ---------------------------------------- | --------------- | ------------------------------------- | ------- | --------- | --------- | -------- | ------------ | ------------ |
|                                          | PPD/PSD         | Alberto João Cardoso Gonçalves Jardim | 77 365  | 56,87%    | +0,01%    | 41       | 69,49%       | +2           |
|                                          | PS              | Emanuel Fernandes                     | 33 790  | 24,84%    | +2,33%    | 13       | 22,03%       | +1           |
|                                          | CDS–PP          | Rui Gomes Vieira                      | 9 950   | 7,31%     | −0,78%    | 2        | 3,39%        | 0            |
|                                          | PCP–PEV(a)      | Edgar Silva                           | 5 495   | 4,04%     | +1,08%    | 2        | 3,39%        | +1           |
|                                          | UDP             | Paulo Martins                         | 5 485   | 4,03%     | −0,6%     | 1        | 1,69%        | −1           |
|                                          | PSN             | -                                     | 875     | 0,64%     | −1,77%    | 0        | 0%           | −1           |
|                                          | PDA             | -                                     | 565     | 0,42%     | −0,16%    | 0        | 0%           | 0            |
| Totais                                   | Totais          | Totais                                | 133 525 |           |           | 59       |              |              |
| Votos em Branco                          | Votos em Branco | Votos em Branco                       | 991     | 0,73%     | +0,04%    |          |              |              |
| Votos Nulos                              | Votos Nulos     | Votos Nulos                           | 1 534   | 1,13%     | −0,15%    |          |              |              |
| Participação                             | Participação    | Participação                          | 136 050 | 65,26%    | −1,27%    |          |              |              |
| ↑(a) PCP e PEV concorreram em coligação. |                 |                                       |         |           |           |          |              |              |
| Fonte: Comissão Nacional de Eleições     |                 |                                       |         |           |           |          |              |              |